# کاماپو
کاماپو (به پرتغالی: Camapuã) یک منطقهٔ مسکونی در برزیل است که در ماتوگروسو جنوبی واقع شده‌است. کاماپو ۱۰٬۷۵۸ کیلومتر مربع مساحت و ۱۳٬۶۹۳ نفر جمعیت دارد و ۴۰۹ متر بالاتر از سطح دریا واقع شده‌است.